# 張文熙 (萬曆丁丑進士)
張文熙（1547年—？），字質卿，號念華，廣西桂林府臨桂縣人，民籍，明朝政治人物。

## 生平
隆慶元年（1567年）丁卯科廣西鄉試第四名舉人。萬曆五年（1577年）登丁丑科會試第一百二十六名，三甲第六名進士。改翰林院庶吉士。七年九月授陕西道监察御史，巡按浙江，监壬午鄉試。十年三月，浙江巡抚吴善言将杭州东西二大营兵每月九钱饷银减去三分之一，引发杭州兵变，众兵卒拥入督抚衙门，缚吴善言以出痛殴之，巡按御史张文熙率三司官吴宪等及巡盐御史孙旬、工部主事王谦光先后至，多方戒谕，始放开吴善言并散去。文熙因弹劾吴善言、杭严道佥事王许之、都司鲁邦、游击吕应阳等人，朝廷遂以兵部侍郎张佳胤取代吴善言。后因疏论首辅申时行，十四年二月出为顺天府府丞，丁忧归。二十年四月起复，补太仆寺少卿管京营事，十一月吏科给事中杨廷兰疏论，因以病乞放归，许之。次年考察，调南京任用。著有《壬癸艸》《云岩集》《按浙录》《敉宁录》。
杭州西湖万松书院西侧芙蓉岩上有“江漢秋陽”摩崖题刻，为“万历癸未立秋侍御张文熙书”。

## 家族
曾祖父張容；祖父張鑑；父親張騰霄，曾任州學生。前母尹氏；母錢氏。慈侍下。子张五玉（庚子舉人）、张五辂（癸卯舉人）、张五衡（丙午舉人）。